# Traulia lofaoshana
Traulia lofaoshana är en insektsart som beskrevs av Tinkham 1940. Traulia lofaoshana ingår i släktet Traulia och familjen gräshoppor. Inga underarter finns listade i Catalogue of Life.